# Bátka
Bátka (bis 1927 slowakisch „Batka“; ungarisch Bátka) ist eine Gemeinde in der Süd-Mitte der Slowakei mit 822 Einwohnern (Stand 31. Dezember 2024), die im Okres Rimavská Sobota, einem Kreis des Banskobystrický kraj liegt und zur Landschaft Gemer gezählt wird.

## Geographie

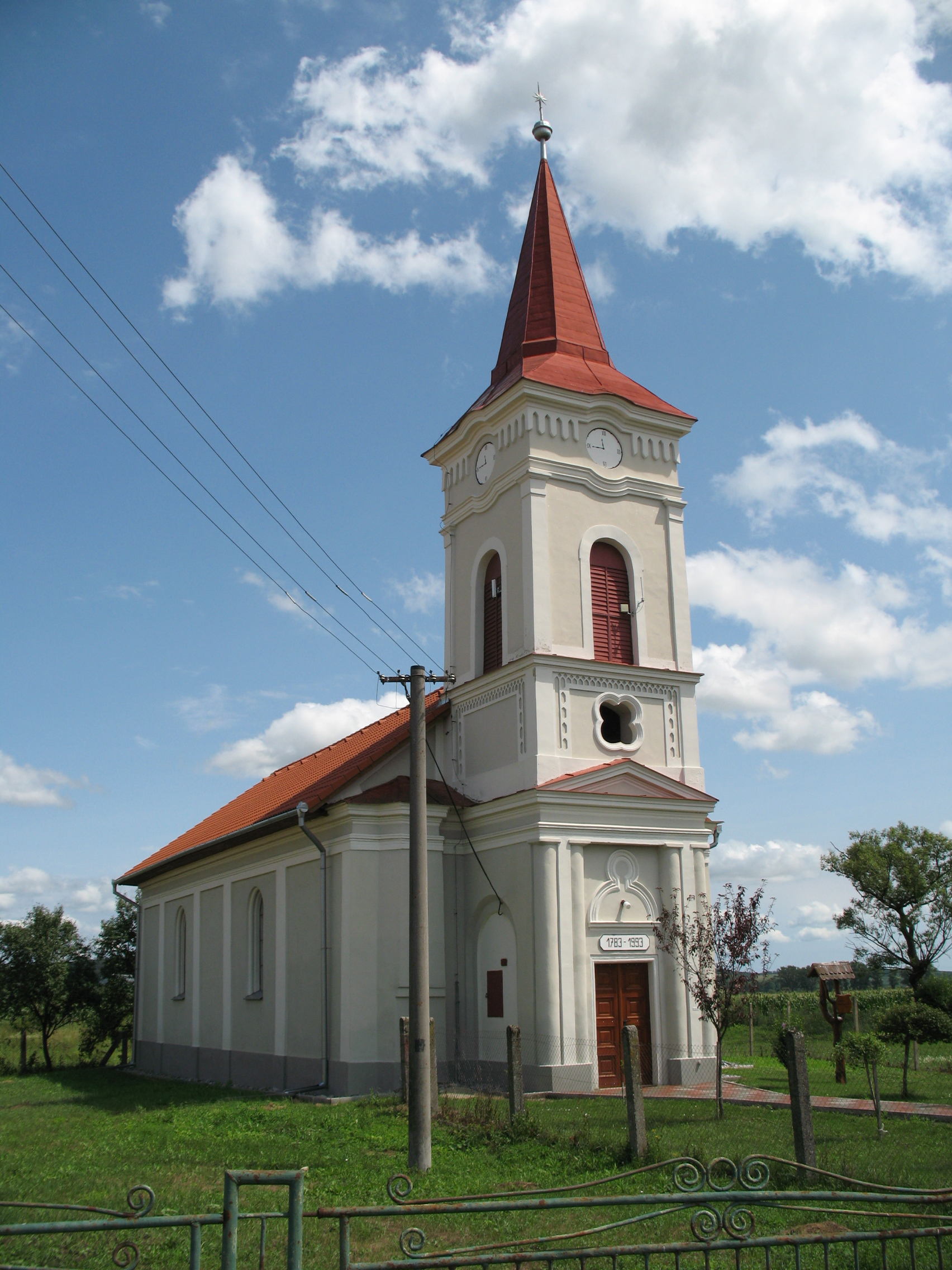
Kirche in Bátka

Die Gemeinde befindet sich im Mittelteil des Talkessels Rimavská kotlina (Teil der Juhoslovenská kotlina) am Unterlauf des Flüsschens Blh. Das Gemeindegebiet ist flach bis leicht hügelig und von Au- sowie illimerisierten Böden bedeckt. Das Ortszentrum liegt auf einer Höhe von 178 m n.m. und ist 12 Kilometer östlich von Rimavská Sobota entfernt.
Nachbargemeinden sind Rakytník im Norden, auf einem kurzen Stück Kaloša im Osten, Dulovo im Südosten, Žíp im Süden, Sútor im Südwesten und Tomášovce im Westen und Nordwesten.

## Geschichte
Der Ort wurde zum ersten Mal 1294 als Bathka schriftlich erwähnt; im 14. Jahrhundert teilte er sich in Alsóbátka (1414 Also Bathka, slowakisch Dolná Bátka) und Felsőbátka (1341 Febatka, 1414 Felseubathka, slowakisch Horná Bátka), also einen unteren und einen oberen Teil. 1828 zählte man in Alsóbátka 58 Häuser und 497 Einwohner und in Felsőbátka 19 Häuser und 159 Einwohner; in beiden Orten war die Haupteinnahmequelle Landwirtschaft. 1907 kam es zum Zusammenschluss in eine Gemeinde.
Bis 1918/1919 gehörte der im Komitat Gemer und Kleinhont liegende Ort zum Königreich Ungarn und kam danach zur Tschechoslowakei bzw. heute Slowakei. Von 1938 bis 1944 lag er auf Grund des Ersten Wiener Schiedsspruchs noch einmal in Ungarn.
Von 1964 bis 1990 war der Nachbarort Dulovo ein Teil der Gemeinde.

## Bevölkerung
| Jahr                | 1994 | 2004     | 2014    | 2024    |
| ------------------- | ---- | -------- | ------- | ------- |
| Anzahl der Personen | 840  | 947      | 910     | 822     |
| Unterschied         |      | +12,73 % | −3,90 % | −9,67 % |

| Jahr                | 2023 | 2024    |
| ------------------- | ---- | ------- |
| Anzahl der Personen | 831  | 822     |
| Unterschied         |      | −1,08 % |

Nach der Volkszählung 2011 wohnten in Bátka 968 Einwohner, davon 700 Magyaren, 206 Slowaken, 19 Roma, zwei Tschechen und ein Ukrainer. 40 Einwohner machten keine Angaben. 449 Einwohner bekannten sich zur reformierten Kirche, 285 Einwohner zur römisch-katholischen Kirche, 33 Einwohner zu den Zeugen Jehovas, 20 Einwohner zur evangelischen Kirche A. B., neun Einwohner zur griechisch-katholischen Kirche und zwei Einwohner zur evangelisch-methodistischen Kirche. 111 Einwohner waren konfessionslos und bei 59 Einwohnern ist die Konfession nicht ermittelt.
Ergebnisse nach der Volkszählung 2001 (919 Einwohner):
| Nach Ethnie: - 72,25 % Magyaren - 18,61 % Slowaken - 5,66 % Roma - 0,65 % Tschechen - 0,11 % Ukrainer | Nach Konfession: - 31,99 % römisch-katholisch - 11,53 % keine Angabe - 6,09 % konfessionslos - 2,94 % evangelisch - 0,54 % griechisch-katholisch |

## Bauwerke
- reformierte Kirche im klassizistischen Stil aus Anfang des 19. Jahrhunderts, 1908 umgebaut
- Landsitz im neoklassizistischen Stil aus dem späten 19. Jahrhundert